# Sarascelis raffrayi
Sarascelis raffrayi là một loài nhện trong họ Palpimanidae. Loài này được phát hiện ở Ấn Độ và Malaysia.